# Obroatis columba
Obroatis columba là một loài bướm đêm trong họ Erebidae.